# Gesamtpersonalrat

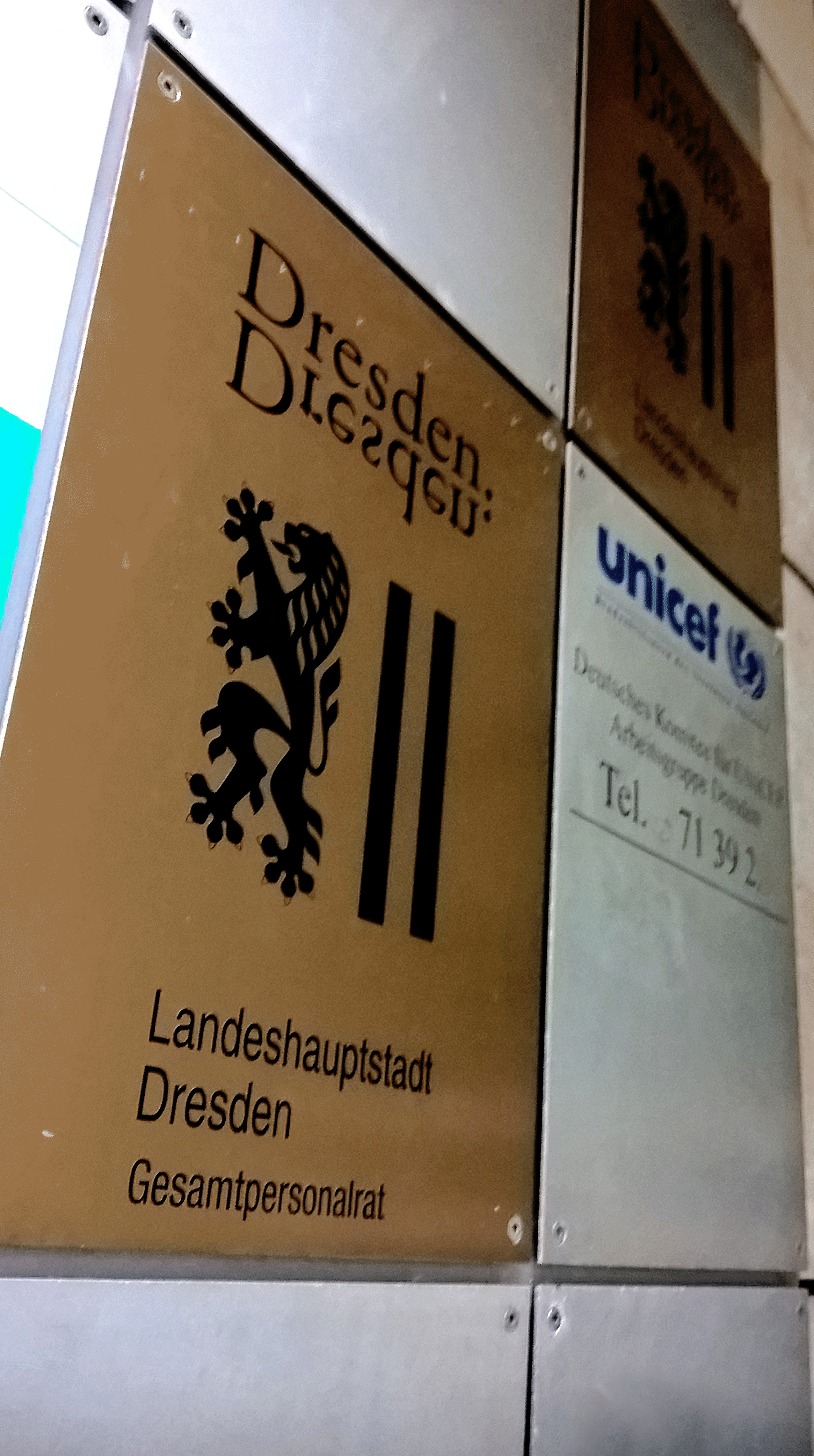
Schild des Gesamtpersonalrat der Landeshauptstadt Dresden

Der Gesamtpersonalrat (GPR) ist eine spezielle Interessenvertretung innerhalb des öffentlichen Dienstes. Er wird in Dienststellen, die räumlich oder organisatorisch voneinander getrennt sind, neben den örtlichen Personalräten gewählt. Wie auch andere Personalvertretungsgremien ist der Gesamtpersonalrat politisch neutral.

## Rechtsgrundlagen
- § 93  Bundespersonalvertretungsgesetz sowie die Personalvertretungsgesetze der Länder:
- § 54 Personalvertretungsgesetz Baden-Württemberg
- Art. 55 des Bayerischen Personalvertretungsgesetzes (Bayer. PersVG)
- § 50 Personalvertretungsgesetz für das Land Berlin
- § 55 des Personalvertretungsgesetzes für das Land Brandenburg
- § 48 Bremisches Personalvertretungsgesetz
- § 56 Hamburger Personalvertretungsgesetz
- § 52 Hessisches Personalvertretungsgesetz
- § 47 Personalvertretungsgesetz Mecklenburg-Vorpommern
- § 49 Niedersächsisches Personalvertretungsgesetz
- § 52 Landespersonalvertretungsgesetz (LPVG) Nordrhein-Westfalen
- § 56 Personalvertretungsgesetz Rheinland-Pfalz
- § 55 Saarländisches Personalvertretungsgesetz
- § 56 Sächsisches Personalvertretungsgesetz
- § 54 Personalvertretungsgesetz Sachsen-Anhalt
- § 45 Personalvertretungsgesetz Schleswig-Holstein
- § 55 Thüringer Personalvertretungsgesetz

## Bildung von Gesamtpersonalräten
Welche Voraussetzungen für die Bildung eines Gesamtpersonalrates im Detail gegeben sein müssen, ist unterschiedlich im Bundespersonalvertretungsgesetz und den Personalvertretungsgesetzen der Bundesländer geregelt.
Im Geltungsbereich des Bundespersonalvertretungsgesetzes (also in Behörden des Bundes) ist nach § 7  i. V. m. § 93  BPersVG ein Mehrheitsbeschluss der wahlberechtigten Beschäftigten erforderlich. Gleiches gilt nach § 6 Abs. 3 des Bayerischen Personalvertretungsgesetzes.
Nach § 1 Abs. 3 LPVG NRW erfolgt in Nordrhein-Westfalen diese Verselbständigung von Teilen der Dienststelle durch Beschluss der jeweils obersten Dienstbehörde (mit Zustimmung des bisher zuständigen Personalrates nach § 72 Abs. 4 Nr. 12 LPVG NRW).

## Wahl und Amtsführung
Für die Amtszeit und Amtsführung des Gesamtpersonalrates gilt das gleiche wie für die jeweiligen örtlichen Personalräte. Die Zahl der Mandate des Gesamtpersonalrates ist in den Landesgesetzen zum Teil begrenzt, z. B. in Baden-Württemberg auf maximal 11, in Nordrhein-Westfalen auf maximal 15 Sitze. Die Regelungen für Freistellungen von Gesamtpersonalratsmitgliedern unterscheiden sich im Detail auch von den Freistellungsregelungen in den örtlichen Personalräten.
Beschäftigte besitzen, entsprechend den Voraussetzungen der jeweiligen Personalvertretungsgesetze, das aktive und passive Wahlrecht sowohl zum zuständigen örtlichen Personalrat als auch zum Gesamtpersonalrat. Die Durchführung der Wahlhandlung für die Wahl zum Gesamtpersonalrat obliegt in der Regel den Wahlvorständen für die Wahl der örtlichen Personalräte; der Wahlvorstand für den Gesamtpersonalrat fasst die Einzelwahlergebnisse zusammen.

## Zuständigkeiten
Zuständig ist der Gesamtpersonalrat i. d. R. für Angelegenheiten, die mehrere Dienststellen innerhalb einer Organisation betreffen. Beispiele sind allgemeine Dienstanweisungen, Arbeitszeitregelungen, Regelungen zum Arbeitsschutz oder Leistungsentgelten. Schließt der Gesamtpersonalrat eine Dienstvereinbarung mit der Dienststellenleitung, so ist eine solche Vereinbarung vorrangig vor Vereinbarungen, die die Einzelpersonalräte getroffen haben (§ 73  Abs. 2 BPersVG, § 70 Abs. 2 LPVG NRW, § 73 Abs. 3 Bayer. PersVG).
Obwohl manchmal auch Einzelpersonalangelegenheiten vom Gesamtpersonalrat behandelt werden müssen (in bestimmten Fallkonstellationen), ist der Gesamtpersonalrat gegenüber den örtlichen Personalräten nicht als vorgesetzte Stelle zu verstehen, d. h. der GPR kann keine anderslautenden Beschlüsse des örtlichen Personalrates quasi als „Berufungsinstanz“ aufheben. Bzgl Personalmaßnahmen (Beförderung, Disziplinarverfahren etc.) ist der Gesamtpersonalrat i. d. R. nicht zuständig. Auch bei PR-Anhörungen (z B. gem. Art. 80 Abs. 2 BayPVG) der Stufenvertretungen (HPR, BPR) hört die Stufenvertretung bei Personalmaßnahmen ausschließlich die örtlichen Personalräte an und nie den Gesamtpersonalrat.